# Templo de Júpiter Estator (século VIII a.C.)
O Templo de Júpiter Estator era um santuário dedicado ao deus Júpiter, localizado na área do Fórum Romano.

## História
O templo foi fundado pela primeira vez por Rômulo depois de uma batalha no Fórum contra os sabinos. Nela, os romanos foram forçados a recuar para uma colina na Via Sacra. Porém, na Porta Mugônia, Rômulo pediu a Júpiter e jurou construir um templo se ele parasse o avanço sabino. Os romanos conseguiram se reagrupar e defenderam sua posição contra os sabinos, que acabaram derrotados.
No mesmo local, Rômulo construiu seu templo, provavelmente perto ou imediatamente depois da Porta. Este santuário provavelmente não era um aedes, mas apenas um altar circundado por uma amurada ou uma cerca.
Em 294 a.C., o cônsul Marco Atílio Régulo fez um voto similar numa situação similar, quando os romanos perdiam uma batalha contra os samnitas, e o resultado foi o mesmo: os romanos se voltaram depois de se reagrupar e conseguiram se defender contra os inimigos.
Em 8 de novembro de 63 a.C., este foi templo no qual o senado romano se reuniu para ouvir Cícero proferir seu famoso discurso contra Catilina.
O templo foi destruído no grande incêndio de Roma em julho de 64, durante o reinado de Nero.

## Localização
Como não se sabe onde ficava a Porta Mugônia, não se sabe também a localização do templo com absoluta certeza. Fontes escritas dão algumas pistas, como estar perto ou imediatamente fora dela, na extremidade mais alta da Via Sacra ou quase no monte Palatino, onde ficava Roma na época de Rômulo.
Lívio afirma que o templo estava perto do palácio real na época da morte do rei Tarquínio Prisco, perto da Nova Via, e que a rainha Tanaquil discursou para o povo ali a partir de uma janela do palácio.
Há um bom consenso para um local perto do Arco de Tito, no aclive norte do monte Palatino. Quando uma torre medieval foi demolida em 1827, as ruínas de um antigo edifício foram reveladas e elas são geralmente identificadas como sendo as fundações deste templo.
O arqueólogo italiano Filippo Coarelli o localiza mais perto do Fórum, entre o Templo de Antonino e Faustina e a Basílica de Constantino, onde hoje está o Templo de Rômulo. Seu racional se baseia no percurso da Via Sacra antes da construção da Basílica de Maxêncio, nas fronteiras conhecidas das antigas regiões administrativas da cidade e nas fontes literárias listando os monumentos de cada uma delas. A localização perto do Arco de Tito não se encaixa, pois colocaria o templo na região administrativa errada e não na posição relativa correta em relação aos demais edifícios listados pelos antigos escritores. Já o Templo de Rômulo na Via Sacra se encaixa perfeitamente.